# السنقاري (نصر النوبة)
قرية السنقاري هي إحدى القرى التابعة لمركز نصر النوبة في محافظة أسوان في جمهورية مصر العربية.